# Stenellipsis bullata
Stenellipsis bullata là một loài bọ cánh cứng trong họ Cerambycidae.